# 메타케어
메타케어(舊 에스메디)은 의료기기, 의료용품 등의 의료사업과 기능성 의자, 화장품 등의 생활용품을 제조 판매하는 생활건강사업을 영위해온 코스피 상장 기업이다. 교육프랜차이즈 업체인 (주)휴브레인을 인수했으며 사명을 우리들생명과학, 우리들휴브레인, 초록뱀헬스케어, 더메디팜, 에스메디에서 현재의 것까지 종종 변경하였다.
2024년 메타랩스가 인수하였으며 2024년 8월 메타케어로 사명을 변경했다.

## 사업내용
㈜메타케어(구.에스메디)는 2009년 12월 1일자로 우리들제약㈜의 메디컬사업부문을 인적 분할하여 설립되었으며, 2009년 12월 30일에 한국거래소 유가증권시장에 주식을 재상장하였습니다. 
병원을 기반으로 의약품 및 의료기기 유통이 주사업으로 통증 클리닉 정형외과, 건강검진센터 등 의료기관에 조직보충재, 인공관절재료, 골대체제, 경추보조기 등 의약품 및 의료기기와 의료소모품을 공급하는 사업을 영위하고 있습니다. 

## 정치테마주
2012년 초반 우리들생명과학은 대선 테마주로 연일 상한가를 기록하며 무서운 상승세를 보인 일이 있다. 노무현 전 대통령이 우리들 병원에서 허리 디스크 수술을 받았다는 이유로, 당시 새롭게 대선 후보로 떠오르던 문재인과의 연관성이 부각되며 소위 문재인 테마주의 대표적인 종목이 된 것이었다. 2011년 12월 500원선이었던 주가는 이듬해 1월에 걸쳐 차츰 오른 후 2월 들어 연일 상한가를 기록, 2012년 2월 16일에는 4,000원 이상으로 800%나 폭등하는 기록을 세웠다.

## 같이 보기
- 테마주
- 정치테마주
- 주식 투자
- 투자가
- 잡주